# 大诺夫哥罗德
大诺夫哥罗德（俄語：Великий Новгород，羅馬化：Veliky Novgorod，古诺斯语：Hólmgarðr），直到1999年時僅稱之諾夫哥羅德（Новгород），其位處沃爾霍夫河注入伊爾門湖之地，是俄罗斯最古老的城市之一，始於859年。在最初的9世紀，其為年輕的基輔羅斯的首府。而12到15世紀間，在還未成為中央集權的俄羅斯帝國之一部分前，該地是具影響力專營商貿的諾夫哥羅德共和國的首府，並是魯塞尼亞與西方之間的一個主要中介。
大诺夫哥罗德在2002年有人口216,856人，人口数量最高时是在1989年统计时，当时人口达229,126人。大诺夫哥罗德是诺夫哥罗德州的首府。俄罗斯10号联邦公路通过诺夫哥罗德。

## 历史

### 早期发展
诺夫哥罗德是东斯拉夫人最古老的城市之一，最早见于859年的文献。862年有记载说它是从波罗的海到拜占庭的商路上的一个重要据点。但是在20世纪中期和晚期的发掘发现它的文化期可以追溯到10世纪晚期，这是罗斯人被基督化的时候，比传说中的建城时间晚一个世纪。估计年书中记载的诺夫哥罗德是在850年代或者860年代建立的是后来的推断。在北欧神话中提到瓦良格人给诺夫哥罗德起的名字霍尔姆加德，但是在这里历史事实和传说没有联系。霍尔姆加德本来只是指今天城市东南的一座城堡。它附近的老城是9世纪中建成的，而诺夫哥罗德（新城）则是10世纪建成的。

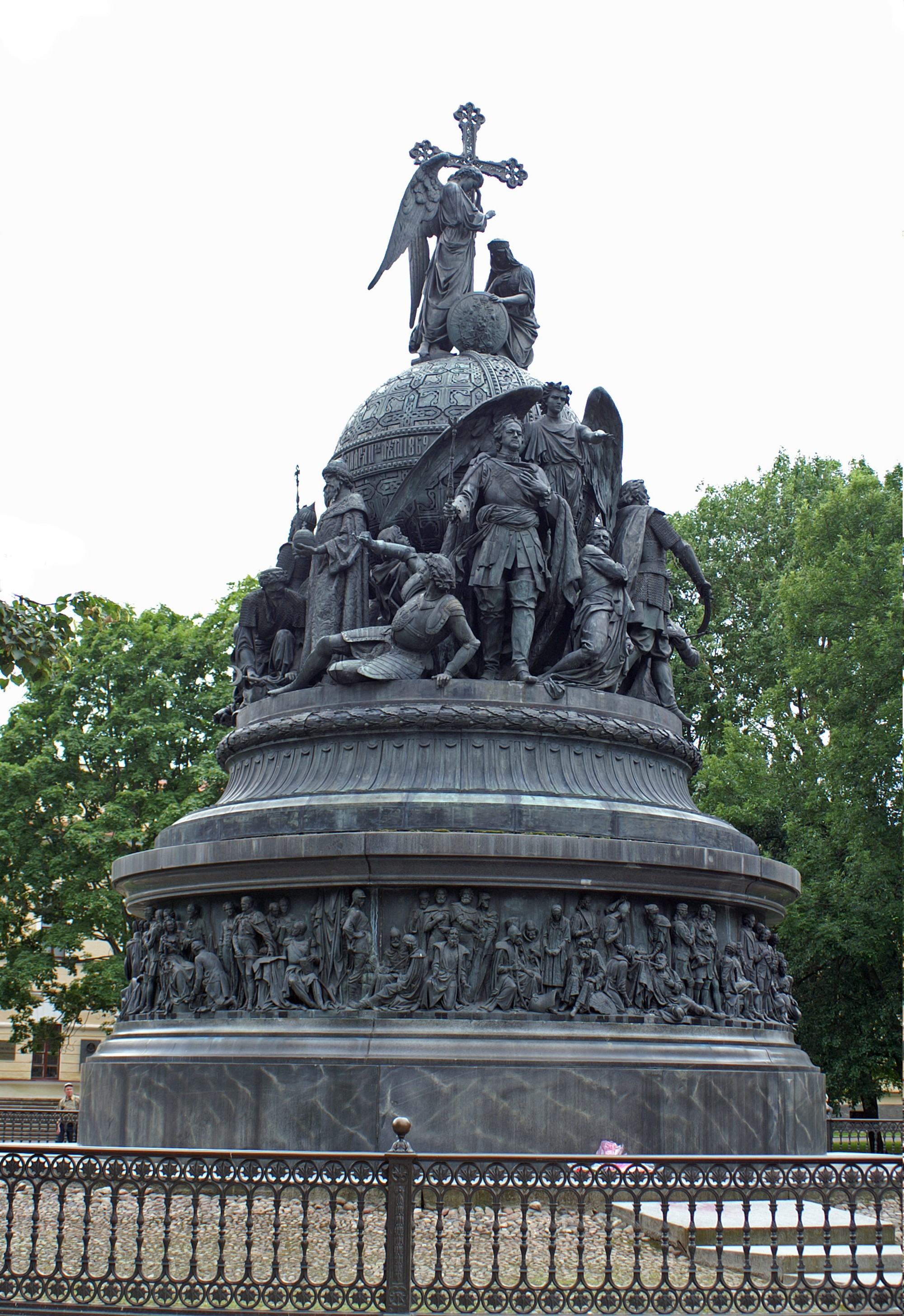
1862年铸造的俄罗斯千年纪念碑

### 基辅罗斯的附庸国
882年奥列格占据基辅，建立基辅罗斯。诺夫哥罗德的位置以及其政治、经济和文化影响使得它成为基辅罗斯的第二大城市。按照当时的习俗基辅罗斯君主的长子和继承人在未成年的时候就被命名为诺夫哥罗德的长官。在君主还没有儿子的时候诺夫哥罗德则由行政长官管理。
在北欧神话中诺夫哥罗德被称为是东斯拉夫人国家的首都。四名维京人国王——奥拉夫一世、奥拉夫二世、马格努斯一世和哈拉尔三世——在诺夫哥罗德寻求避难。1028年奥拉夫二世死后和被提升为圣人几十年后在诺夫哥罗德就已经建造了一座纪念他的教堂。
在诺夫哥罗德最著名的统治者中包括雅罗斯拉夫，他的父亲弗拉基米尔一世·斯维亚托斯拉维奇统治基辅时他是诺夫哥罗德的长官。雅罗斯拉夫编辑了东斯拉夫人最早的书写下来的法典。据说他向诺夫哥罗德授予了一系列特权。后来市民在与他们的统治者谈判时经常以此为前例。他的儿子弗拉基米尔建造了今天依然存在的圣苏菲亚大教堂。

### 诺夫哥罗德共和国
1136年诺夫哥罗德的市民将其君主驱逐，一般认为这个日期是诺夫哥罗德共和国的开始。在此后的两个多世纪中市民邀请和驱逐了数名君主，但是理论上诺夫哥罗德从来没有正式成为共和国，而且在这段时期里也有一些强大的君主如亚历山大·涅夫斯基能够将他们自己的意愿强加于城市之上。当时诺夫哥罗德统治着欧洲东北的大量地区，从今天的爱沙尼亚到乌拉尔山脉，使得它成为中世纪欧洲最大的国家之一，不过拉多加湖和奥涅加湖以北的地区人口稀少，从来没有真正的政治组织。

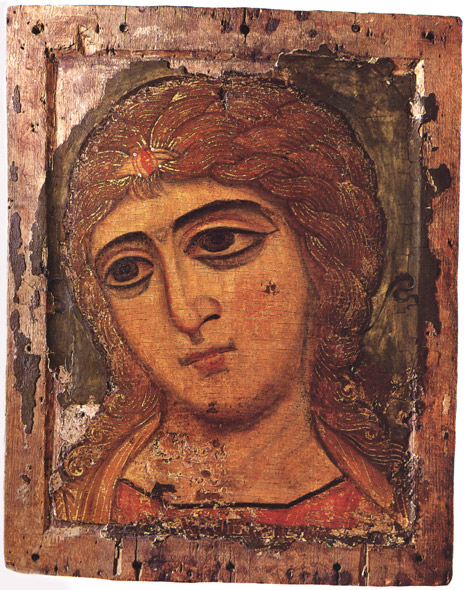
12世纪诺夫哥罗德圣像

在诺夫哥罗德的人物中最重要的是市长，他是由市议会从城市贵族中选举而出的。另一名重要的官员是“千人长”，他本来是城市民兵的首领，后来演变为一名商业和司法官员，他也是由议会选举出来的。诺夫哥罗德大主教在市内也拥有非常高的地位。市长和千人长在被议会选举出来后由大主教领导宣誓入职。
虽然不同官员和议会的存在是明确的，但是城市内部政治结构的详细不明。市长和大主教共同统治，但是每人的职权区分不详。君主的权利虽然从十二世纪中开始衰弱，但是依然在市内有一名代表，他作为军事长官、立法官和法官依然有很大的作用。议会的详细组成也不确定。一些学者认为它基本上是民主的，但是一些后来的学者则认为它是被精英统治者操纵的“影子民主”。
13世纪里诺夫哥罗德虽然不是汉萨同盟的成员，但是是其最东边的据点。从这里出口大量珍贵的和不珍贵的皮毛。
在整个中世纪诺夫哥罗德的文化非常兴旺。考古发掘出土了许多桦树皮信件，这可能说明当时市内识字率相当高，但是这不肯定。在诺夫哥罗德出土的《诺夫哥罗德法典》是马其顿以北最早的斯拉夫语文件，在这里也出土了最早的芬兰语文件。一些最古老的俄罗斯史书是在大主教的书房里写成的。大主教促进圣像艺术和教堂建筑。诺夫哥罗德商人萨特阔成为俄罗斯民间文学中知名的英雄。
诺夫哥罗德从未被蒙古人占领。蒙古军队在离城市约100千米处撤回了，不是因为城市的军事力量，而可能是因为蒙古指挥官不想陷入城市周围的沼泽中。虽然如此，为金帐汗国征收税务的莫斯科大公还是在诺夫哥罗德进行征税，尤其是尤里·丹尼洛维奇和他的兄弟伊凡一世。

### 俄罗斯城市
由于诺夫哥罗德无法满足其居民的粮食问题，因此它依靠俄罗斯的产粮地区。那里的城市莫斯科和特维尔利用这个依靠来获得对诺夫哥罗德的控制。最后1478年伊凡三世吞并了诺夫哥罗德，但是直到1560年代的饥荒和1570年伊凡四世围攻诺夫哥罗德并屠杀了数千居民。1570年后市内的商人和上层居民被遣送到莫斯科、雅罗斯拉夫尔和其它地方。

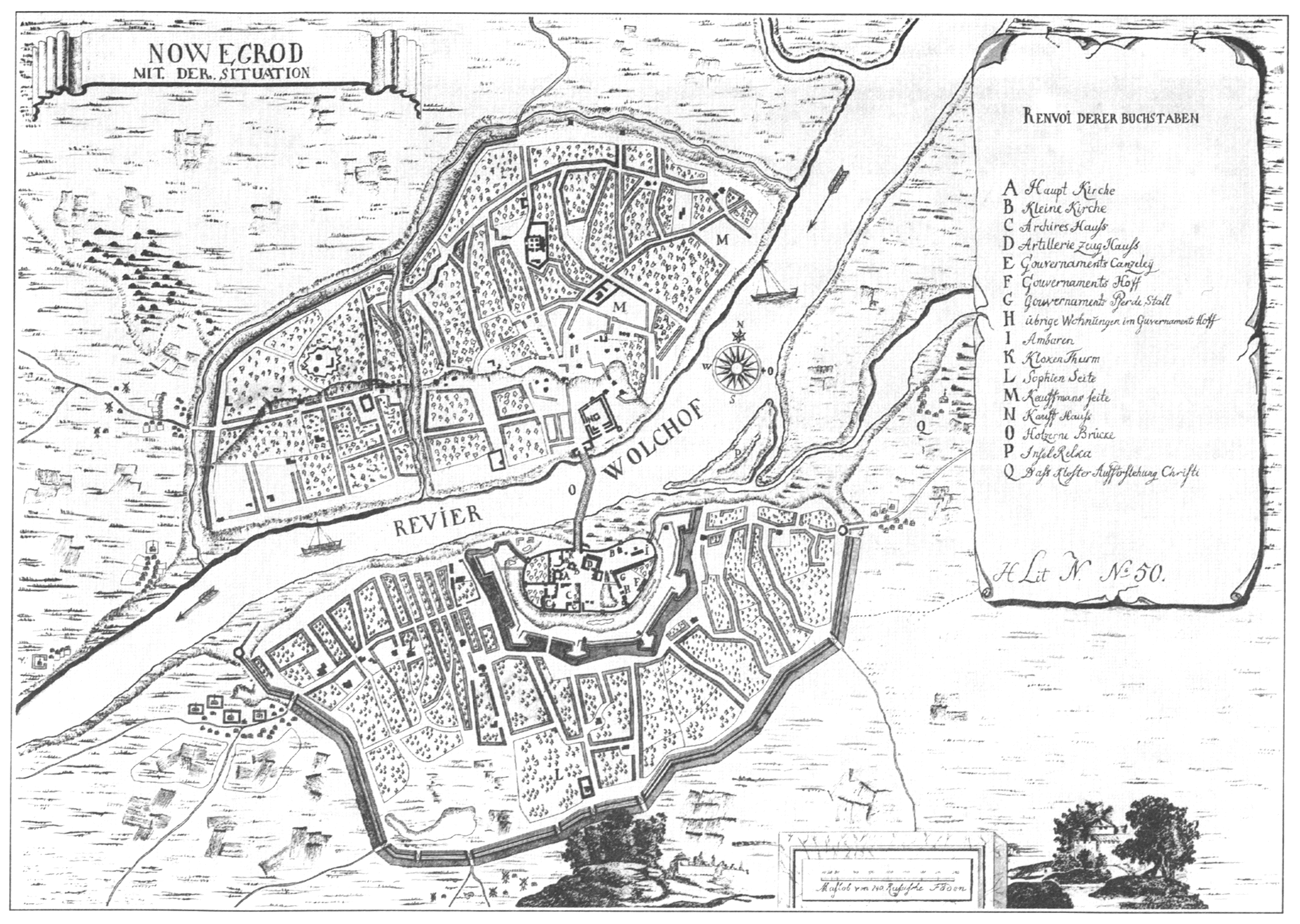
18世纪上半叶诺夫哥罗德地图

在空位时期诺夫哥罗德于1611年夏很情愿地向瑞典军队投降。六年后诺夫哥罗德被归还给俄罗斯。该世纪末它重获了过去的繁荣。当时建造了一些非常大的大教堂。从1648年至1652年俄罗斯最著名的宗主教尼康任诺夫哥罗德大主教职。
1727年诺夫哥罗德被设立为俄罗斯帝国诺夫哥罗德管理区的管理中心，这样它被从圣彼得堡管理区分离开来。这个管理区一直存在到1927年。从1927年至1944年它属于列宁格勒州，此后成为新设立的诺夫哥罗德州的管理中心。
在第二次世界大战中，1941年8月15日德国军队占领诺夫哥罗德。德军系统性地摧毁了其历史建筑。1944年1月19日苏联红军重新占据诺夫哥罗德时，其2536座石建筑中不到四十座还幸存。战后市中心逐渐被修复。其主要建筑被纳入世界遗产。1998年它被正式称为大诺夫哥罗德。

## 名胜
没有任何俄罗斯或者乌克兰城市能够与诺夫哥罗德中世纪建筑的数量和年代相竞争。这些建筑中最重要的是1045年至1050年建造的圣索非亚大教堂。它是俄罗斯保存最好的11世纪教堂，可能也是俄罗斯最古老的依然在被使用的建筑和最早体现俄罗斯建筑风格的建筑物。它的壁画原来是在12世纪画的，在此后的世纪里被重画，最晚的一次在19世纪里。大教堂的青铜门非常著名，今天它位于西部的入口，传说是1156年在马格德堡制造的（也有文献称是在波兰制造的），传说它是在1187年从瑞典城市锡格蒂纳作为战利品夺来的。最近的分析认为它可能是在15世纪中买来的。
诺夫哥罗德克里姆林宫拥有俄罗斯最古老的宫殿，它过去是大主教的主要会议厅，此外这里还有俄罗斯最古老的钟楼（15世纪中）和最古老的俄罗斯机械钟钟楼（1673年）。其中机械钟钟楼在17世纪里倒塌，必须重建。宫殿原来的大部分也已经损失。1771年又建造了一座王宫以及千年俄罗斯的青铜像（1862年揭幕），这座青铜像上展示了俄罗斯历史上最重要的人物。

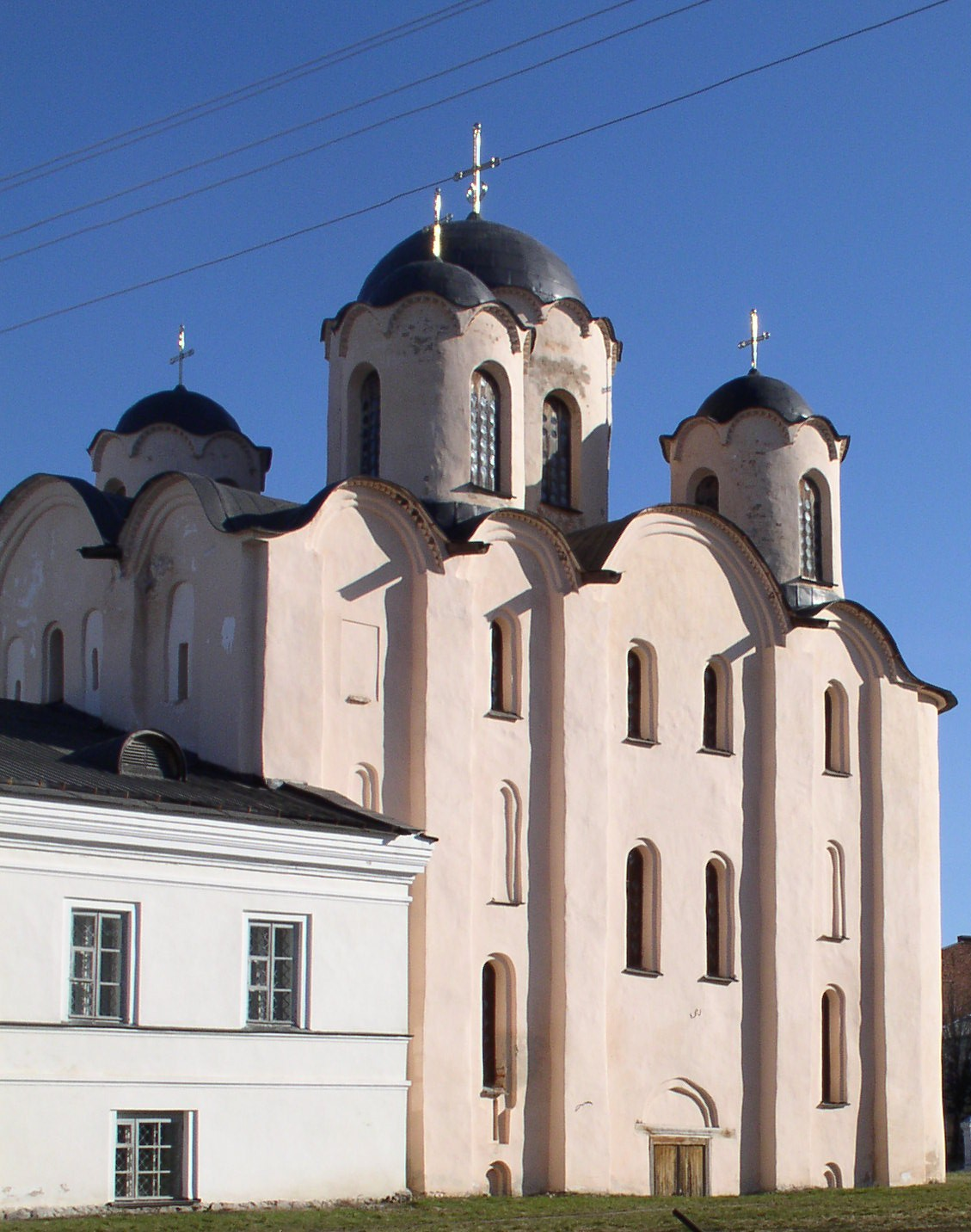
圣尼古拉大教堂

在克里姆林宫外有三座大教堂。它们是在姆斯季斯拉夫一世·弗拉基米罗维奇在位时建造的。圣尼古拉大教堂（1113年至23年建成）中有姆斯季斯拉夫一世家庭的壁画。尤里耶夫修道院（俄罗斯最古老的之一，1030年建成）中有一座高大，有三个圆顶的大教堂，它是1119年建造的。另一座类似的有三个圆顶的大教堂位于安东涅夫修道院，是1119年造的，可能是由同一建筑师设计的。
在市内及其周边还有约五十座尚存的中世纪和近代教堂。有些被纳粹摧毁后重建。其中最能够体现诺夫哥罗德早期建筑风格的是内瑞迪沙的拯救教堂（1198年）。
在13世纪里有许多三叶状的小教堂。14世纪的教堂设计又有所发展。1345年建造的科瓦雷沃的拯救教堂本来有塞尔维亚大师的壁画，该教堂在战争中被摧毁。后来教堂虽然被重建，但是壁画没有被恢复。
共和国末期又建造了一些教堂。一般来说这些教堂被看作不像此前的教堂那样创新。一些12世纪的小教堂被一砖一瓦地拆掉，然后又在15世纪里被重建。
1478年诺夫哥罗德被伊凡三世征服后其建筑物的性质完全改变。大建筑由莫斯科建筑师建造，其特征仿造莫斯科克里姆林宫。只有一些小一些的教堂依然遵循当地的传统。
在沃爾霍夫河畔1964年建立了一座美丽的木结构的博物馆。20多座从14世纪至19世纪的房屋从诺夫哥罗德地区各地被搬到那里。

## 运输

### 远程
诺夫哥罗德通过10号公路与莫斯科（531公里）和圣彼得堡（189公里）相连。去往圣彼得堡和其它方向有长途汽车联系。
诺夫哥罗德有通往莫斯科、圣彼得堡和俄罗斯西北部其它大城市如普斯科夫和摩爾曼斯克的直通铁路客运联系。

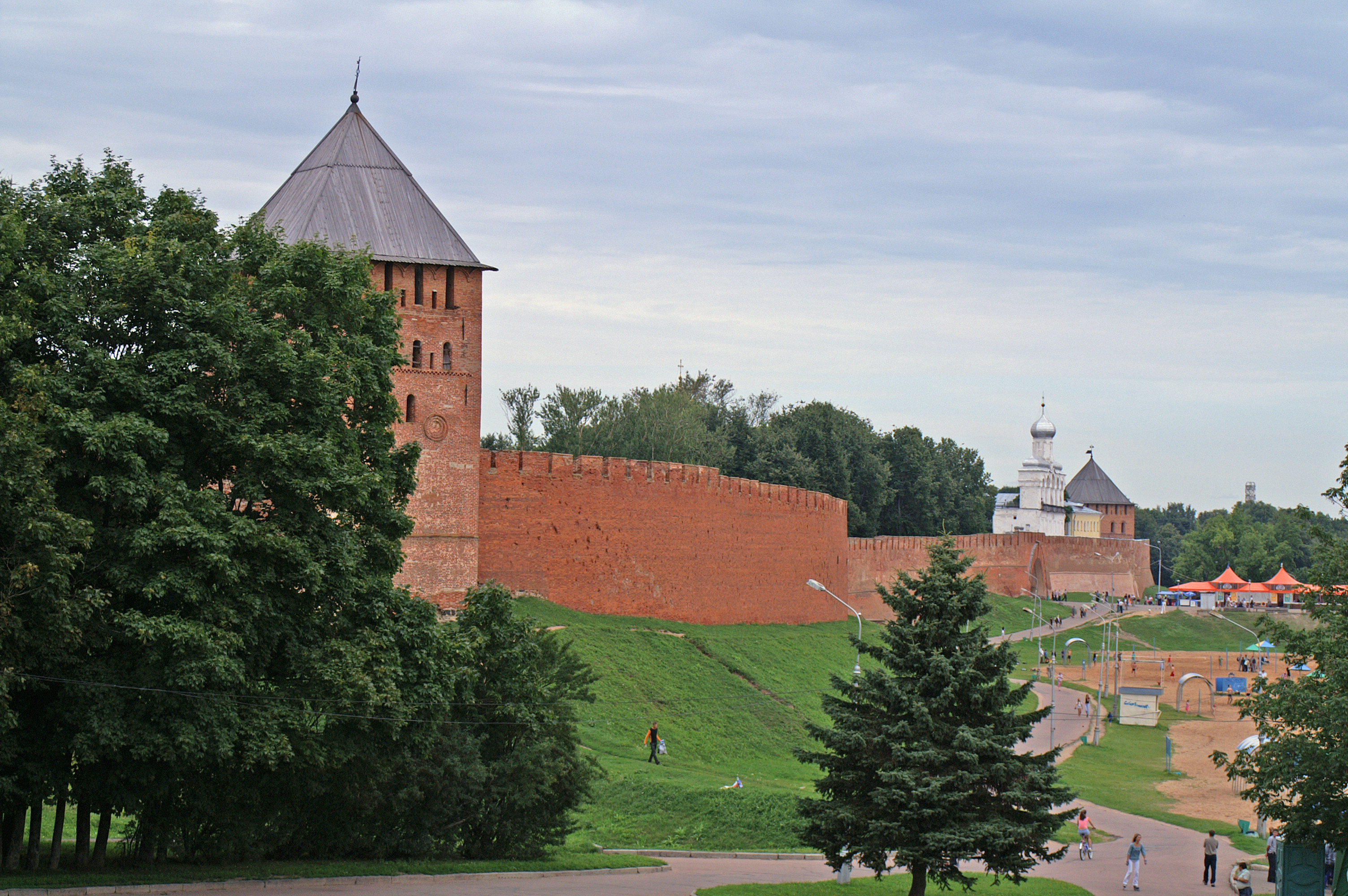
诺夫哥罗德克里姆林宫的墙

从1990年代中开始诺夫哥罗德的两座机场没有班机服务了。最近的国际机场是圣彼得堡的机场，在诺夫哥罗德以北约180公里处。

### 当地
市内运输由公共汽车和无轨电车网组成。无轨电车目前有五条线，是1995年开始运行的，是苏联解体后俄罗斯第一个新开的无轨电车网络。

## 友好城市
- 法国斯特拉斯堡
- 法國 楠泰尔
- 美国罗切斯特
- 德国比勒费尔德
- 英国沃特福德
- 中国淄博市
- 挪威莫斯